# Balra forduló
A balra forduló olyan címerkép, esetleg mesteralak, mely a heraldikai bal oldal felé néz, halad, fordul stb. A balra fordulást a címerleírásban külön meg kell említeni, ellentétben a jobbra fordulással, mert a balra fordult helyzet az adott címerábra szokásostól eltérő póza. Ha ez nincs külön megemlítve, a címerábra jobb felé fordul a címerben. Nemcsak a pajzsbeli kép lehet balra forduló, hanem az sisakdísz képei, a pajzs stb. is.
A heraldikában a jobbra néző címerkép a természetesebb, hiszen a zászlón ábrázolt címerállat így a zászlórúd felé néz, valamint a címertanban a jobb oldal az előkelőbb és a fontosabb. A jobbra, esetleg a szembenézőhöz képest a balra néző állat ezért atipikus, kevésbé előkelő.
A befelé forduló kifejezés azt (is) jelenti, hogy a címeralak(ok) a boglárpajzs vagy a pajzs belseje felé néz(nek).
A magyar és a német kancellária armalist kiállító gyakorlata abban különbözött, hogy a magyar címeres levelekben a címer miniatúrája a bal felső sarokba került, a németben az oklevél közepére. A magyar armalisokban a címerpajzs mindig jobbra dől, és a címeralak balra néz. Ez az ábrázolás ellenkezik azzal a heraldikai szabállyal, hogy a címeralaknak mindig szembe kell fordulnia az ellenféllel. Minthogy a lovagok pajzsukat a bal karjukon tartották, ebből következett, hogy a címeralaknak jobbra kellett tekintenie. A magyar armalisokon azért dőlnek jobbra a pajzsok, és azért fordulnak balra a címeralakok, mert az ún. udvariassági szabálynak kellett eleget tenniük.
Ez a szabály azt mondta ki, hogy a címereknek az armalisokon mindig az őket adományozó uralkodónak az oklevélben leírt neve felé kell fordulniuk. Az oklevél felső bal sarkába festett címer esetében
ez csak balra fordulást jelenthetett. Nemcsak ebből a szempontból volt azonban szerencsésebb az armalis közepére festett címer, hanem a címerkép épségben maradása szempontjából is. Az összehajtogatott armalis közepén ugyanis a külső hatásoktól, gyűrődésektől sokkal jobban védve volt, mint az oklevél élén.